# Súng máy Kiểu 24

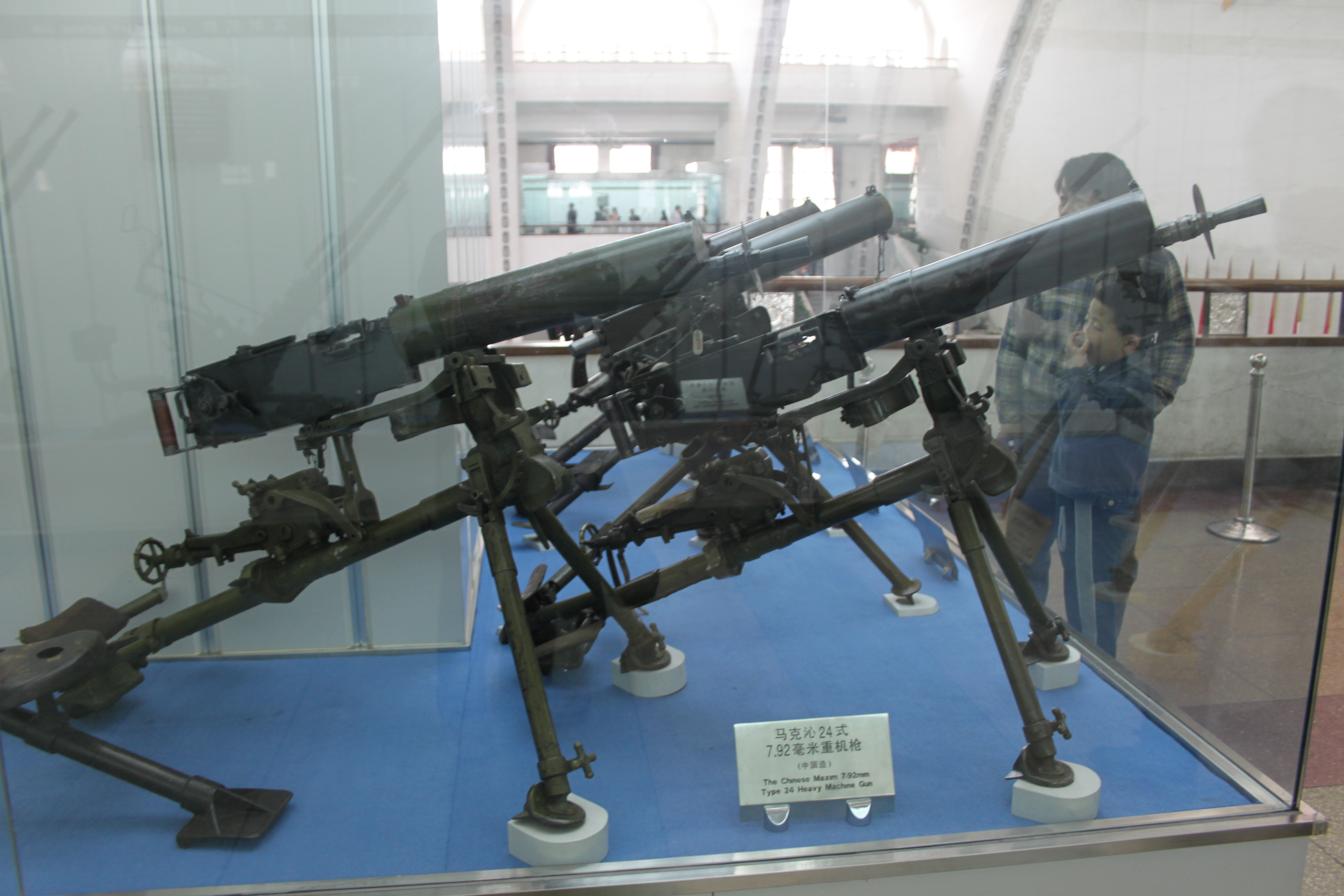
Những khẩu súng máy Kiểu 24 và M1917 Browning

Type 24 (Tiếng Trung Quốc: 24型) là một phiên bản cải tiến súng máy hạng nặng không giấy phép của Trung Quốc dựa trên súng máy MG-08 của Đức. Năm 1935, Trung Hoa Dân Quốc bắt đầu sản xuất súng máy Type 24, vốn dựa trên bản vẽ của Đức và một số cải tiến và tính năng mới.
Súng máy hạng nặng Type 24, lần đầu tiên được giới thiệu cho Quốc dân cách mệnh Quân vào năm 1935, được thiết kế để thay thế cho MG 08 ban đầu. Đây là súng máy hạng nặng tiêu chuẩn cho tất cả Chủ nghĩa Dân tộc, Cộng sản và Lãnh chúa từ năm 1935. Chúng thường được sản xuất tại Kho vũ khí Hán Dương.Giống như MG 08 ban đầu, vì khó khăn trong vận chuyển, súng máy M1917 Browning và các súng máy khác dần thay thế Type 24 cho NRA sau Nội chiến Trung Quốc. Các loại súng máy PM M1910, và SG-43 (hoặc Súng máy kiểu 53/57) dần được thay đổi bởi súng máy Type 24 trong cuộc nội chiến Trung Quốc, nhưng nó vẫn được phục vụ trong Giải phóng quân nhân dân Trung Quốc, Quân đội nhân dân Triều Tiên và cho đến những năm 60 trong  Chiến tranh Việt Nam.
Chân máy của súng máy Type 24 giống với chân máy của MG 08 nhưng súng này không thể gắn trên giá treo. Khi nhắm vào bộ binh địch, nó thường đi kèm với một đĩa mõm. Khi được sử dụng làm súng phòng không, nó sử dụng cột kim loại để làm cho chân máy cao hơn và thường không đi kèm với đĩa mõm. Đầu thu của súng tương tự như thân súng của MG 08. Giống như MG 08 ban đầu, nó cần một đội gồm bốn người.
Súng máy Type 24 được trang bị đạn Mauser 7,92 × 57mm, đạn súng trường tiêu chuẩn của quân đội Trung Quốc.
Sau Nội chiến Trung Quốc, các đơn vị dân quân và các đơn vị dự bị của Cộng hòa Nhân dân Trung Hoa đã chuyển đổi một số súng máy Type 24 thành đạn  7.62x54mmR. Chúng được sử dụng để huấn luyện, và không bao giờ được sử dụng.

## Các quốc gia sử dụng
- Việt Nam
- Việt Nam Dân chủ Cộng hòa
- Trung Quốc
- Đài Loan
- Trung Hoa Dân Quốc (1912–1949)
- Lào
- Cộng hòa Dân chủ Nhân dân Triều Tiên

## Cuộc chiến có sử dụng
- Thế Chiến II
- Chiến tranh Đông Dương
- Chiến tranh Việt Nam
- Nội chiến Trung Quốc
- Nội chiến Lào
- Chiến tranh Biên Giới Tây Nam
- Chiến tranh Triều Tiên
- Chiến tranh biên giới Việt-Trung